# Mats Traat
Mats Traat (23. listopadu 1936 Arula, kraj Tartu – 28. června 2022) byl estonský spisovatel, básník, prozaik a překladatel.

## Život
Vyrůstal na venkově. Jeho dětství poznamenala deportace rodičů na Sibiř. Než se dostal na Literární institut Maxima Gorkého v Moskvě, kde studoval v letech 1959–64, nějaký čas pracoval jako traktorista. Po dokončení studií pracoval jako člen kolegia pro umělecké scénáře Tallinnfilmu. V 70. letech dále studoval v Moskvě scenáristiku a stal se spisovatelem z povolání.

## Dílo
Traat debutoval roku 1958 novelou Nekonečná cesta (Lõppematu tee), do literatury však vstupuje spíše jako básník mladé generace v 60. letech, kdy se estonská literatura začala osvobozovat od socialistického realizmu. Jeho první sbírka básní Hranaté písně byla záměrně drsná, syrová a halasná. V dalších sbírkách, např. Pahorkatina, převažuje nad rétoričností lyričtější tón.
Na přelomu 60. a 70. let literatura zažívá rozmach románu a jeho forem, především tzv. malého románu (též koncepční či modelový). Umožňoval zachytit současnou situaci lidí i celé společnosti. Uplatňovaly se i další kratší žánry jako povídka nebo novela. Autoři se ve svých dílech zaměřovali především na jednotlivce hledající své místo, na jejich vnitřní rozpory a složité vztahy s okolím. Takové snahy mohly někdy vyústit v užívání symbolistních obrazů a deformací v podobě přehánění, grotesky a absurdna. V této době se Traat projevil jako nadaný prozaik a právě v próze spočívalo těžiště jeho tvorby. Jeho první krátký román Tanec kolem parního kotle vzbudil ohlas pro svůj nový pohled na vesnickou prózu. Zachycuje 50 let na estonském venkově od 1. světové války až po dobu socialismu a především to, jak se dějinné události promítají do života jednotlivců, prostých venkovanů. V románě Inger zachytil příběh mladé začínající učitelky, její vnitřní život a složitost vztahů na izolovaném místě, jakým je ostrov, kde žije a má práci ve škole. Další sondou do ženského nitra je novela Kávová zrna. Traat je také autorem povídkových sbírek, např. Hrací mlýnek.
V 70. letech v literatuře převládla střízlivost a racionálnost s různými dalšími prvky, například autobiografickými či surrealistickými. Přes celkový pokles zájmu o umění v 90. letech převládala próza, autobiografické romány a díla z nedávné minulosti. Kromě děl z vesnického prostředí Traat osal také historické romány, např. Jdi přes hory, a romány s autobiografickými prvky, např. Sám se toulám.
Traat píše své romány ve stylu prvorepublikové kompozice. Společnost zachycuje demokraticky, jeho příběhy svádí dohromady různé lidi, kterým pomáhá překonat neshody a nedorozumění láska. Kromě vlastní tvorby také překládal z češtiny a polštiny, např. Jiřího Wolkera.

## Seznam děl

### Poezie
- Hranaté písně (Kandilised laulud), 1962
- Pahorkatina (Küngsmaa), 1964
- Cejchovna (Kaalukoda), 1966
- Lucerny v mlze (Laternad udus), 1968
- Světové strany (Ilmakaared), 1970
- Pozdní jehňátka (Hilised talled), 1976
- Dobové písně (Ajalaulud), 1990
- Bez odpovědi (Vastuseta), 1991
- Za rozbřesku (Koidu kätes), 1993

### Próza
- Tanec kolem parního kotle (Tans arukatla ümber), román, 1971, 1975; česky 1979
- Hrací mlýnek (Mänguveski), sbírka povídek, 1972
- Krajina s jabloní a komínem mlékárny (Maastik õunapuu ja meiereikorstnaga), román, 1973
- Pommerův sad (Pommeri aed), román, 1974
- Kávová zrna (Kohvioad), novela, 1974; česky 1983
- Inger (Inger), román, 1975; česky 1983
- Visutý most (Rippsild), román, 1980
- Koniklec, lék proti melancholii (Karukell, kurvameelsuse rohi), román, 1982
- Sám se toulám (Üksi rändan), román, 1985
- Jdi přes hory (Minge üles mägedele), román, I. díl 1987, II. díl 1994
- Doma je krásně (Kodu on ilus), román, 1994
- Hospodář se žení (Peremees võtabi naise), román, 1997
- Rychlík do Kartága (Kartaago kiirrong), sbírka povídek, 1998
- Půda voní (Muld lõhnab), román, 1999
- Bílý pták (Valge lind), román, 2000

## Překlady do češtiny
- Deštivý večer. Rovnost 17.4.1982, příl., s. 4.
- Inger. Lidové nakladatelství, Praha 1983. Přel. Naděžda Slabihoudová.
- Inger (úryvek). Práce 28.5.1983, s. 8. Přel. Naděžda Slabihoudová.
- Jaro v Praze. In Lyrické dopisy do Čech. Československý spisovatel, Praha 1980, s. 81–82.Přel. Josef Peterka.
- Jsem jen kus šedivého magnetitu – Denní zprávy – Pozdní jehňátka – Malý ptačí trh – První mrazík – Přetěžký skvoste jara – Jabloně – Lekce – Šikmý stín špičáků, ač dravec upoután – Pokud – Jaro v Praze. In Zvony v jezerech. Československý spisovatel, Praha 1977, s. 103–116. Přel. Josef Peterka.
- Návrat do Aiaste (úryvek z Tanec kolem parního kotle). Tvorba 1976, 45, příl. LUK, s. 4. Přel. Vladimír Novotný.
- První láska – Já a ty – Vztah k životu. Štafeta 10, 1978, 1, s. 3–4. Přel. Ivan Dorovský.
- Tanec kolem parního kotle (Tants aurukatla ümber). Lidové nakladatelství, Praha 1979. Přel. Květuše Nováková.
- Vodák. Mladá fronta 31.5.1975, příl. 52 víkendů MF, s. 4–5. Přel. Karel Kučera.
- Vodnář. Světová literatura 21, 1976, 6, s. 42–47. Přel. V.N. (Vladimír Novotný).
- Vodnář. Zemědělské noviny 15.10.1982, příl., s. 4–5. Přel. Kamil Chrobák.
- Vztah k životu. Universitas 77 10, 1977, 4, s. 2.Přel. Ivan Dorovský.
- Zrnková káva. Sovětská literatura 1977, 4, s. 3–48. Přel. Marta Lesná.

## Recenze
- (ovo) (NOVOTNÝ, Vladimír?). Estonská kniha srdce (Inger). Zemědělské noviny 39, 1983, 234, s. 4.
- NOVOTNÝ, Vladimír. Román s pěti tanci (Tanec kolem parního kotle). Rudé právo 59-60, 1979, 95, s. 5.